# Cecil Cooke
Cecil Geoorge Cooke (ur. 31 maja 1923 w Nassau, zm. 1 maja 1983 tamże) – bahamski żeglarz, mistrz olimpijski z Tokio (1964) (w klasie Star wraz z Durwardem Knowlesem).